# Boulogne-sur-Mer
Boulogne-sur-Mer là một xã trong vùng Hauts-de-France, thuộc tỉnh Pas-de-Calais, quận Boulogne-sur-Mer, chef-lieu của 3 tổng. Tọa độ địa lý của xã là 50° 43' vĩ độ bắc, 01° 36' kinh độ đông. Boulogne-sur-Mer nằm trên độ cao trung bình là 6 mét trên mực nước biển, có điểm thấp nhất là 0 mét và điểm cao nhất là 110 mét. Xã có diện tích 8,42 km², dân số vào thời điểm 1999 là 44.859 người; mật độ dân số là 5328 người/km².

## Các thành phố kết nghĩa
- Zweibrücken, Đức,
- La Plata, Argentina

## Nhân vật nổi tiếng
- Maurice Boitel, họa sĩ
- Alexandre Guilmant, 1837 - 1911, nghệ sĩ đàn ống và nhà soạn nhạc
- Charles-Augustin Sainte-Beuve, nhà thơ và nhà phê bình
- Georges Mathieu, họa sĩ
- Jean-Pierre Papin, cầu thủ bóng đá
- Franck Ribéry, cầu thủ bóng đá
- Olivier Latry, nghệ sĩ đàn ống